# Stolonica duploplicata
Stolonica duploplicata is een zakpijpensoort uit de familie van de Styelidae. De wetenschappelijke naam van de soort is voor het eerst geldig gepubliceerd in 1913 door Sluiter.